# جيم كان
جيم كان (بالإنجليزية: Jim Kane)‏ هو لاعب كرة قاعدة أمريكي، ولد في 2 فبراير 1937، وتوفي في 28 يناير 2003.